# Valuatiering
In de commutatieve algebra, een tak van de hogere wiskunde, is een valuatiering een bijzonder soort commutatieve ring met eenheidselement.

## Definitie
Een valuatiering is een integriteitsdomein waarvan het quotiëntenlichaam bestaat uit elementen van de ring en hun inversen.

## Voorbeelden en tegenvoorbeelden
- Ieder lichaam is zijn eigen quotiëntenlichaam, dus een valuatiering.
- De ring der gehele getallen is geen valuatiering. Het quotiëntenlichaam wordt gevormd door de rationale getallen, maar noch de breuk 2/3, noch haar inverse 3/2, is een geheel getal.
- De ring {\displaystyle \mathbb {Z} _{(2)}}, van breuken waarvan de noemer een oneven getal is, is een valuatiering. Elke breuk kan namelijk vereenvoudigd worden tot een breuk met oneven teller óf oneven noemer.
- Algemener, zij {\displaystyle p} een willekeurig priemgetal. De ring {\displaystyle \mathbb {Z} _{(p)}} bestaat uit de breuken waarvan de eenvoudigste noemer niet door {\displaystyle p} deelbaar is. Elke breuk is ofwel een dergelijk getal, ofwel het omgekeerde van een dergelijk getal. {\displaystyle \mathbb {Z} _{(p)}} is de lokalisatie van de ring der gehele getallen naar het priemideaal {\displaystyle (p)}.

## Eigenschappen
- In een valuatiering geldt voor ieder paar idealen dat het ene in het andere vervat zit. De relatie "is een deel van" vormt dus een totale orde op de verzameling der idealen.
- Hieruit volgt dat er maar één maximaal ideaal kan zijn: een valuatiering is een lokale ring. Het unieke maximale ideaal bestaat uit (nul en) de elementen waarvan het inverse (in het quotiëntenlichaam) niet tot de ring behoort. Bijvoorbeeld: in {\displaystyle \mathbb {Z} _{(p)}} bestaat het maximaal ideaal uit de breuken waarvan de teller deelbaar is door {\displaystyle p}.
- Voor ieder integriteitsgebied {\displaystyle R} met een priemideaal {\displaystyle P} bestaat er een valuatiering {\displaystyle V} met hetzelfde quotiëntenlichaam als {\displaystyle R}, zodat {\displaystyle P} de doorsnede is van {\displaystyle R} met het maximaal ideaal van {\displaystyle V}. Zo ontstaat {\displaystyle \mathbb {Z} _{(p)}} uit de ring der gehele getallen en het priemideaal {\displaystyle (p)}.
- Elke valuatiering is integraal gesloten.
- In een valuatiering is ieder eindig voortgebracht ideaal een hoofdideaal.

## Waardengroep
Zij {\displaystyle R} een valuatiering met quotiëntenlichaam {\displaystyle K}. Voor ieder willekeurig element {\displaystyle x} van {\displaystyle K} noteren we
{\displaystyle xR=\{xr|r\in R\}}
De verzameling
{\displaystyle H=\{xR|x\in K\setminus \{0\}\}}
is totaal geordend door de relatie "is een deel van". Ze vormt een abelse groep voor de vermenigvuldiging, en de groepsbewerking is compatibel met de orde.
Als {\displaystyle H} isomorf is met de groep der gehele getallen, dan noemt men {\displaystyle R} een discrete valuatiering. Voor een willekeurige valuatiering {\displaystyle R} zijn de volgende drie uitspraken gelijkwaardig:
1. {\displaystyle R} is een discrete valuatiering.
2. {\displaystyle R} is een Noetherse ring, dat wil zeggen ieder ideaal van {\displaystyle R} is eindig voortgebracht.
3. V is een hoofdideaaldomein, dat wil zeggen ieder ideaal van {\displaystyle R} is een hoofdideaal.

### Voorbeeld
{\displaystyle \mathbb {Z} _{(p)}} is een discrete valuatiering. Het isomorfisme tussen {\displaystyle H} en {\displaystyle \mathbb {Z} } beeldt de verzameling {\displaystyle xR} af op de exponent waarmee {\displaystyle p} in de breuk {\displaystyle x} voorkomt (negatief als de eenvoudigste noemer van {\displaystyle x} deelbaar is door {\displaystyle p}).